# Рыбальченко, Пётр Киприанович
Пётр Киприанович Рыбальченко (30 июня (12 июля) 1891 — 2 ноября 1937, Париж) — русский военный лётчик, участник Первой мировой войны, кавалер ордена Святого Георгия 4-й степени (1916) и Георгиевского оружия (1917). После Октябрьской революции участвовал в Белом движении, служил в Донской армии. Затем эмигрировал во Францию, где продолжил службу в авиации.

## Биография
Петр Рыбальченко родился 30 июня 1891 года в семье потомственных дворян. В 1908 году окончил Ташкентский кадетский корпус, после чего поступил в Елисаветградское кавалерийское училище.
6 августа 1911 года был выпущен из училища с производством в чин подпоручика, со старшинством с 6 августа 1910 года, и направлен в 20-ю артиллерийскую бригаду. 18 ноября того же года переведён в 1-й Туркестанский стрелковый артиллерийский дивизион, в котором с 6 апреля 1912 года занимал должность заведующего дивизионной хлебопекарней, а с 20 апреля — заведующего командой разведчиков. 31 августа 1914 года произведён в поручики, со старшинством с 6 августа.
С началом Первой мировой войны 1-й Туркестанский армейский корпус, в котором служил Рыбальченко, был отправлен на фронт. 30 мая 1915 года Пётр Киприанович получил назначение на должность наблюдателя 15-го авиационного отряда РИВВФ. С 10 ноября 1915 года он проходил обучение в Севастопольской военной авиационной школе, после окончания которой 31 марта 1916 года получил звание военного лётчика. 1 июля 1916 года был назначен на должность лётчика в 1-м корпусном авиационном отряде. Несколько позже занял должность заведующего технической частью того же отряда. 
5 ноября 1916 года стал исправляющим должность начальника 10-го армейского авиационного отряда. 6 февраля 1917 года «за неисполнение приказа и пререкания с командиром дивизиона» Пётр Киприанович был переведён в 15-й корпусной авиационный отряд, в котором получил должность младшего офицера. С 25 февраля 1917 года служил в 18-м корпусном авиационном отряде. 4 марта 1917 года произведён в штабс-капитаны. 10 июня 1917 года «за отличную боевую работу» Рыбальченко вновь получил должность начальника 10-го армейского авиационного отряда. 18 августа 1917 года был произведён в капитаны, а 7 сентября 1917 года — в подполковники. 10 ноября 1917 года назначен помощником инспектора авиации армий Кавказского фронта по технической части.
За время войны был несколько раз ранен. Так, 30 августа 1914 года он получил ранение в ногу, а 8 мая 1915 года при падении с аэроплана — «общую контузию всего тела и сотрясение мозга».
После Октябрьской революции примкнул к Белому движению. С апреля 1919 года в чине полковника состоял помощником по строевой и хозяйственной части начальника авиации Донской армии, а в августе — сентябре 1919 года временно исправлял должность начальника авиации Донской армии. Затем эмигрировал во Францию, где продолжил службу в авиации. Некоторое время был комендантом дома Русских инвалидов в Париже. Скончался 2 ноября 1937 года в Париже.

## Награды
Пётр Киприанович Рыбальченко был удостоен следующих наград:
- Орден Святого Георгия 4-й степени (Высочайший приказ от 21 ноября 1916)
— «за то, что при обстановке исключительной опасности отважною разведкой 1-го, 8-го и 11-го июля 1915 г. дал верные сведения о силе и направлении значительных сил противника в районах Россией, Бетиголы и Дембск. Разведка 11-го июля 1915 г. дала важные сведения о передвижении крупной колонны противника в обход левого фланга армии; благодаря этим сведениям южная группа войск своевременно была отведена на тыловую позицию»;
- Георгиевское оружие (Приказ по 10-й армии № 1063 от 5 сентября 1917)
— «за то, что 9-го и 21-го апреля 1917 г. при исключительно неблагоприятных атмосферных условиях, под действительным артиллерийским и пулеметным огнем противника и под заградительными действиями его истребителей проник в глубокий тыл немцев на стан. Лида и Вильна и, несмотря на явную опасность, успешно произвел разведку тыла противника, метко сбросив несколько бомб на железнодорожные сооружения, нанеся этим существенный вред неприятелю; при этом аппарат его получил несколько пробоин от артиллерийского и пулеметного огня немцев»
- Орден Святого Владимира 4-й степени с мечами и бантом (Высочайший приказ от 25 августа 1916);
- Орден Святой Анны 3-й степени с мечами и бантом (Высочайший приказ от 11 декабря 1916);
- Орден Святой Анны 4-й степени с надписью «За храбрость» (Высочайший приказ от 30 октября 1916);
- Орден Святого Станислава 2-й степени с мечами (Приказ по 10-й армии № 1077 от 08 сентября 1917);
- Орден Святого Станислава 3-й степени с мечами и бантом (Высочайший приказ от 3 мая 1916).